# Beerlao
La Beerlao è una birra laotiana, prodotta dalla Lao Brewery Company a Vientiane in Laos.

## Storia
La birra è a base di riso jasmine coltivato localmente; il malto utilizzato è importato da Francia e Belgio, il luppolo e il lievito provengono dalla Germania.
La Beerlao è stata sponsor ufficiale dei XXV Giochi del Sud-est asiatico, tenutisi dal 9 al 18 dicembre 2009 a Vientiane, nonché della maggior parte degli eventi sportivi del paese. La Beerlao è tra i principali operatori di marketing del paese e pubblica uno dei calendari più popolari, che presenta le vincitrici dell'anno del concorso di bellezza Beerlao. Ha ricevuto due volte il premio di qualità oro (nel 2006 e nel 2010) e una volta il premio di qualità argento (nel 2003), concesso da Monde Selection, il primo istituto internazionale di qualità fondato in Belgio.
La Beerlao viene esportata nel Regno Unito, negli Stati Uniti, in Canada, Australia, Nuova Zelanda, Corea del Sud, Irlanda, Giappone, Vietnam, Cambogia, Francia, Thailandia, Danimarca, Hong Kong e Macao, Svizzera, Cina continentale, Singapore e Paesi Bassi. È disponibile duty-free presso la maggior parte dei valichi di frontiera del Laos, in particolare quelli con la Thailandia, dove il prezzo è solitamente in baht thailandesi (a partire da 20 baht a lattina, a partire dal 2006).
Nell'ottobre 2024, la Lao Brewery Company (LBC) ha esportato oltre 10 milioni di litri di Beerlao in tutto il mondo, generando oltre 10 milioni di dollari di ricavi dalle esportazioni.